# 김성권
김성권(1949년 1월 2일 ~ )은 대한민국의 의사이다.

## 학력
- 서울대학교 의학과
- 서울대학교 대학원 의학과 석사
- 서울대학교 대학원 의학과 박사

## 경력
- 1979년 : 의학박사
- 1982년 : 서울대병원 신장내과 교수
- 2006년 : 대학신장학회 이사장
- 2006년 : 서울대학교병원 진료부원장
- 2014년 2월 : 서울K내과 원장
- 2014년 : 서울대학교 의과대학 의학과 명예교수
- 2014년 : 서울대학교 의과대학 내과학교실 교수
- 2014년 : 서울대학교병원 신장내과 의사

## 방송
- 2022년 : tvN 유 퀴즈 온 더 블럭 - 게스트 159회